# Élections municipales partielles françaises de 1996
Des élections municipales partielles ont lieu en 1996 en France.

## Élections

### Boulogne-sur-Mer(Pas-de-Calais)
- Maire sortant : Jean Muselet (DVD)
- Maire élu : Guy Lengagne (DVG, PS diss.)

- Contexte : Annulation du scrutin des 11 et 18 juin 1995 par le Conseil d'État[1].

| Tête de liste  | Tête de liste      | Liste                         | Premier tour | Premier tour | Second tour | Second tour | Sièges |
| Tête de liste  | Tête de liste      | Liste                         | Voix         | %            | Voix        | %           | CM     |
| -------------- | ------------------ | ----------------------------- | ------------ | ------------ | ----------- | ----------- | ------ |
|                | Guy Lengagne       | DVG-PS diss.                  | 5 681        | 37,84        | 7 641       | 46,81       | 32     |
|                | Dominique Dupilet  | PS-PCF-Verts-PRS-MDC (Un. g.) | 5 019        | 33,43        | 5 727       | 35,09       | 7      |
|                | Bernard Fiolet     | DVD                           | 2 620        | 17,45        | 2 952       | 18,08       | 4      |
|                | Jacques Fourny     | FN                            | 1 224        | 8,15         |             |             |        |
|                | Jean-Pierre Dickès | DVD                           | 468          | 3,12         |             |             |        |
|                |                    |                               |              |              |             |             |        |
| Inscrits       | Inscrits           | Inscrits                      | 28 430       | 100,00       | 28 430      | 100,00      |        |
| Abstentions    | Abstentions        | Abstentions                   | 12 946       | 45,54        | 11 682      | 41,09       |        |
| Votants        | Votants            | Votants                       | 15 484       | 54,46        | 16 748      | 58,91       |        |
| Blancs ou nuls | Blancs ou nuls     | Blancs ou nuls                | 472          | 3,05         | 428         | 2,56        |        |
| Exprimés       | Exprimés           | Exprimés                      | 15 012       | 96,95        | 16 320      | 97,44       |        |

### Chatou(Yvelines)
- Maire sortant : Christian Murez (RPR)
- Maire réélu : Christian Murez (RPR)

- Contexte : Annulation du scrutin des 11 et 18 juin 1995 par le tribunal administratif de Versailles.

| Tête de liste            | Tête de liste      | Liste            | Premier tour | Premier tour | Second tour | Second tour | Sièges |
| Tête de liste            | Tête de liste      | Liste            | Voix         | %            | Voix        | %           | CM     |
| ------------------------ | ------------------ | ---------------- | ------------ | ------------ | ----------- | ----------- | ------ |
|                          | Christian Murez *  | RPR-UDF (Un. d.) | 3 783        | 47,42        | 4 169       | 53,72       | 27     |
|                          | Yves-Gérard Sillas | DVD              | 1 901        | 23,83        | 2 316       | 29,84       | 5      |
|                          | Jacqueline Penez   | PS               | 1 086        | 13,61        | 1 276       | 16,44       | 3      |
|                          | Édith Blanc        | FN               | 527          | 6,60         |             |             |        |
|                          | Philippe Roger     | DVD              | 419          | 5,25         |             |             |        |
|                          | Marie-Marthe Pham  | PCF              | 260          | 3,25         |             |             |        |
|                          |                    |                  |              |              |             |             |        |
| Inscrits                 | Inscrits           | Inscrits         | 17 948       | 100,00       | 17 244      | 100,00      |        |
| Abstentions              | Abstentions        | Abstentions      | 9 857        | 54,92        | 9 309       | 53,98       |        |
| Votants                  | Votants            | Votants          | 8 091        | 45,08        | 7 935       | 46,02       |        |
| Blancs ou nuls           | Blancs ou nuls     | Blancs ou nuls   | 115          | 1,42         | 174         | 2,19        |        |
| Exprimés                 | Exprimés           | Exprimés         | 7 976        | 98,58        | 7 761       | 97,81       |        |
| * Liste du maire sortant |                    |                  |              |              |             |             |        |

### Le Chesnay(Yvelines)
- Maire sortant : Philippe Brillault (RPR)
- Maire réélu : Philippe Brillault (RPR)

- Contexte : Annulation du scrutin des 11 et 18 juin 1995 par le Conseil d'État.

| Tête de liste            | Tête de liste        | Liste          | Premier tour | Premier tour | Second tour | Second tour | Sièges |
| Tête de liste            | Tête de liste        | Liste          | Voix         | %            | Voix        | %           | CM     |
| ------------------------ | -------------------- | -------------- | ------------ | ------------ | ----------- | ----------- | ------ |
|                          | Philippe Brillault * | RPR            | 3 944        | 46,75        | 4 289       | 51,70       | 27     |
|                          | Philippe Capelle     | DVD            | 2 666        | 31,60        | 2 907       | 35,04       | 6      |
|                          | Jean Blocquaux       | PS (Un. g.)    | 1 127        | 13,35        | 1 099       | 13,24       | 2      |
|                          | Marie-Chantal Delmas | FN             | 699          | 8,28         |             |             |        |
|                          |                      |                |              |              |             |             |        |
| Inscrits                 | Inscrits             | Inscrits       | 19 614       | 100,00       | 19 613      | 100,00      |        |
| Abstentions              | Abstentions          | Abstentions    | 11 018       | 56,17        | 11 160      | 56,90       |        |
| Votants                  | Votants              | Votants        | 8 596        | 43,83        | 8 453       | 43,10       |        |
| Blancs ou nuls           | Blancs ou nuls       | Blancs ou nuls | 160          | 1,86         | 158         | 1,87        |        |
| Exprimés                 | Exprimés             | Exprimés       | 8 436        | 98,14        | 8 295       | 98,13       |        |
| * Liste du maire sortant |                      |                |              |              |             |             |        |

### Cognac(Charente)
- Maire sortant : Francis Hardy (RPR)
- Maire réélu : Francis Hardy (RPR)

- Contexte : Annulation du scrutin du 11 juin 1995 par le Conseil d'État.

|                          | Francis Hardy *   | RPR-UDF (Un. d.)      | 3 443  | 59,13  | 27 |  |  |
|                          | Michel Gourinchas | PS-PCF-Verts (Un. g.) | 1 692  | 29,06  | 4  |  |  |
|                          | Noël Belliot      | DVD                   | 688    | 11,82  | 2  |  |  |
|                          |                   |                       |        |        |    |  |  |
| Inscrits                 | Inscrits          | Inscrits              | 12 205 | 100,00 |    |  |  |
| Abstentions              | Abstentions       | Abstentions           | 6 211  | 50,89  |    |  |  |
| Votants                  | Votants           | Votants               | 5 994  | 49,11  |    |  |  |
| Blancs ou nuls           | Blancs ou nuls    | Blancs ou nuls        | 171    | 2,85   |    |  |  |
| Exprimés                 | Exprimés          | Exprimés              | 5 823  | 97,15  |    |  |  |
| * Liste du maire sortant |                   |                       |        |        |    |  |  |

### Dieppe(Seine-Maritime)
- Maire sortant : Christian Cuvilliez (PCF)
- Maire réélu : Christian Cuvilliez (PCF)

- Contexte : Annulation du scrutin des 11 et 18 juin 1995 par le tribunal administratif de Rouen[10].

| Tête de liste            | Tête de liste         | Liste           | Premier tour | Premier tour | Second tour | Second tour | Sièges  |
| Tête de liste            | Tête de liste         | Liste           | Voix         | %            | Voix        | %           | CM      |
| ------------------------ | --------------------- | --------------- | ------------ | ------------ | ----------- | ----------- | ------- |
|                          | Christian Cuvilliez * | PCF-PS (Un. g.) | 7 819        | 46,92        | 9 075       | 54,10       | 30      |
|                          | Édouard Leveau        | RPR             | 5 166        | 31,00        | 7 698       | 45,89       | 9       |
|                          | Jean-Marie Rouillier  | UDF             | 1 976        | 11,85        | Retrait     | Retrait     | Retrait |
|                          | Robert Le Bourgeois   | FN              | 1 278        | 7,66         |             |             |         |
|                          | Olivier Dunogeant     | DVD             | 473          | 2,83         |             |             |         |
|                          |                       |                 |              |              |             |             |         |
| Inscrits                 | Inscrits              | Inscrits        | 24 466       | 100,00       | 24 466      | 100,00      |         |
| Abstentions              | Abstentions           | Abstentions     | 7 463        | 30,50        | 7 204       | 29,44       |         |
| Votants                  | Votants               | Votants         | 17 003       | 69,50        | 17 262      | 70,56       |         |
| Blancs ou nuls           | Blancs ou nuls        | Blancs ou nuls  | 340          | 2,00         | 489         | 2,83        |         |
| Exprimés                 | Exprimés              | Exprimés        | 16 663       | 98,00        | 16 773      | 97,17       |         |
| * Liste du maire sortant |                       |                 |              |              |             |             |         |

### Dreux(Eure-et-Loir)
- Maire sortant : Gérard Hamel (RPR)
- Maire réélu : Gérard Hamel (RPR)

- Contexte : Démission de plus d'un tiers – les conseillers RPR et UDF – des membres du conseil municipal pour contester l'invalidation du maire sortant par le Conseil d'État[11].

| Tête de liste            | Tête de liste         | Liste                   | Premier tour | Premier tour | Second tour | Second tour | Sièges  |
| Tête de liste            | Tête de liste         | Liste                   | Voix         | %            | Voix        | %           | CM      |
| ------------------------ | --------------------- | ----------------------- | ------------ | ------------ | ----------- | ----------- | ------- |
|                          | Marie-France Stirbois | FN                      | 3 419        | 36,44        | 3 656       | 39,36       | 7       |
|                          | Gérard Hamel *        | RPR-UDF (Un. d.)        | 3 258        | 34,73        | 5 631       | 60,63       | 32      |
|                          | Maurice Ravanne       | PS-PCF-PRS-MDC (Un. g.) | 2 323        | 24,76        | Retrait     | Retrait     | Retrait |
|                          | Michel Bréaud         | LCR                     | 213          | 2,27         |             |             |         |
|                          | Béatrice Jaffrenou    | PT                      | 167          | 1,78         |             |             |         |
|                          |                       |                         |              |              |             |             |         |
| Inscrits                 | Inscrits              | Inscrits                | 15 745       | 100,00       | 15 744      | 100,00      |         |
| Abstentions              | Abstentions           | Abstentions             | 6 174        | 39,21        | 5 862       | 37,23       |         |
| Votants                  | Votants               | Votants                 | 9 571        | 60,79        | 9 882       | 62,77       |         |
| Blancs ou nuls           | Blancs ou nuls        | Blancs ou nuls          | 191          | 2,00         | 595         | 6,02        |         |
| Exprimés                 | Exprimés              | Exprimés                | 9 380        | 98,00        | 9 287       | 93,98       |         |
| * Liste du maire sortant |                       |                         |              |              |             |             |         |

### Élancourt(Yvelines)
- Maire sortant : Alain Danet (PS)
- Maire élu : Jean-Michel Fourgous (RPR)

- Contexte : Annulation du scrutin des 11 et 18 juin 1995 par le tribunal administratif de Versailles.

| Tête de liste            | Tête de liste        | Liste            | Premier tour | Premier tour | Second tour | Second tour | Sièges |
| Tête de liste            | Tête de liste        | Liste            | Voix         | %            | Voix        | %           | CM     |
| ------------------------ | -------------------- | ---------------- | ------------ | ------------ | ----------- | ----------- | ------ |
|                          | Alain Danet *        | PS (Un. g.)      | 3 430        | 44,93        | 3 845       | 49,21       | 8      |
|                          | Jean-Michel Fourgous | RPR-UDF (Un. d.) | 3 215        | 42,11        | 3 968       | 50,79       | 27     |
|                          | Albert Ponthieux     | FN               | 704          | 9,22         |             |             |        |
|                          | Jean Drault          | DVG              | 284          | 3,72         |             |             |        |
|                          |                      |                  |              |              |             |             |        |
| Inscrits                 | Inscrits             | Inscrits         | 14 498       | 100,00       | 14 493      | 100,00      |        |
| Abstentions              | Abstentions          | Abstentions      | 6 588        | 45,44        | 6 413       | 44,25       |        |
| Votants                  | Votants              | Votants          | 7 910        | 54,56        | 8 080       | 55,75       |        |
| Blancs ou nuls           | Blancs ou nuls       | Blancs ou nuls   | 277          | 3,50         | 267         | 3,30        |        |
| Exprimés                 | Exprimés             | Exprimés         | 7 633        | 96,50        | 7 813       | 96,70       |        |
| * Liste du maire sortant |                      |                  |              |              |             |             |        |

### Fleury-les-Aubrais(Loiret)
- Maire sortant : Pierre Bauchet (UDF-FD)
- Maire réélu : Pierre Bauchet (UDF-FD)

- Contexte : Annulation du scrutin des 11 et 18 juin 1995 par le Conseil d'État.

| Tête de liste            | Tête de liste    | Liste            | Premier tour | Premier tour | Second tour | Second tour | Sièges |
| Tête de liste            | Tête de liste    | Liste            | Voix         | %            | Voix        | %           | CM     |
| ------------------------ | ---------------- | ---------------- | ------------ | ------------ | ----------- | ----------- | ------ |
|                          | Pierre Bauchet * | UDF-RPR (Un. d.) | 3 793        | 47,35        | 4 426       | 53,43       | 27     |
|                          | Alain Roméro     | PCF-PS (Un. g.)  | 3 518        | 43,92        | 3 857       | 46,56       | 8      |
|                          | Alain Lambert    | DVD              | 699          | 8,72         |             |             |        |
|                          |                  |                  |              |              |             |             |        |
| Inscrits                 | Inscrits         | Inscrits         | 13 346       | 100,00       | 13 346      | 100,00      |        |
| Abstentions              | Abstentions      | Abstentions      | 5 106        | 38,26        | 4 835       | 36,23       |        |
| Votants                  | Votants          | Votants          | 8 240        | 61,74        | 8 511       | 63,77       |        |
| Blancs ou nuls           | Blancs ou nuls   | Blancs ou nuls   | 230          | 2,79         | 228         | 2,68        |        |
| Exprimés                 | Exprimés         | Exprimés         | 8 010        | 97,21        | 8 283       | 97,32       |        |
| * Liste du maire sortant |                  |                  |              |              |             |             |        |

### La Grande-Motte(Hérault)
- Maire sortant : Serge Durand (DVD)
- Maire réélu : Serge Durand (DVD)

- Contexte : Démission de plus d'un tiers des membres du conseil municipal.

| Tête de liste            | Tête de liste      | Liste          | Premier tour | Premier tour | Second tour | Second tour | Sièges  |
| Tête de liste            | Tête de liste      | Liste          | Voix         | %            | Voix        | %           | CM      |
| ------------------------ | ------------------ | -------------- | ------------ | ------------ | ----------- | ----------- | ------- |
|                          | Serge Durand *     | DVD            | 1 300        | 34,23        | 1 820       | 49,25       | 22      |
|                          | René Couveinhes    | RPR            | 741          | 19,51        | 1 151       | 31,15       | 5       |
|                          | Henri Dunoyer      | DVD            | 631          | 16,61        | Retrait     | Retrait     | Retrait |
|                          | Henri Fontez       | FN             | 499          | 13,14        | 447         | 12,09       | 1       |
|                          | Jean-Jacques Madar | DVD-UDF        | 450          | 11,85        | 277         | 7,49        | 1       |
|                          | Jacques Dugaret    | PS             | 177          | 4,66         |             |             |         |
|                          |                    |                |              |              |             |             |         |
| Inscrits                 | Inscrits           | Inscrits       | 5 714        | 100,00       | 5 714       | 100,00      |         |
| Abstentions              | Abstentions        | Abstentions    | 1 830        | 32,03        | 1 788       | 31,29       |         |
| Votants                  | Votants            | Votants        | 3 884        | 67,97        | 3 926       | 68,71       |         |
| Blancs ou nuls           | Blancs ou nuls     | Blancs ou nuls | 86           | 2,21         | 231         | 5,88        |         |
| Exprimés                 | Exprimés           | Exprimés       | 3 798        | 97,79        | 3 695       | 94,12       |         |
| * Liste du maire sortant |                    |                |              |              |             |             |         |

### L'Île-d'Yeu(Vendée)
- Maire sortant : Jean-Claude Bernard (DVD)
- Maire élu : Jean-Claude Orsonneau (DVD)

- Contexte : Démission du maire sortant puis de l'ensemble du conseil municipal[17].

|                                 | Jean-Claude Orsonneau | DVD            | 1 454 | 59,76  | 22 |  |  |
| Ensemble, agir pour l'île d'Yeu |                       |                | 1 454 | 59,76  | 22 |  |  |
|                                 | Maurice Coustillères  | DVG            | 979   | 40,23  | 5  |  |  |
| Une île, une équipe             |                       |                | 979   | 40,23  | 5  |  |  |
|                                 |                       |                |       |        |    |  |  |
| Inscrits                        | Inscrits              | Inscrits       | 4 010 | 100,00 |    |  |  |
| Abstentions                     | Abstentions           | Abstentions    | 1 293 | 32,24  |    |  |  |
| Votants                         | Votants               | Votants        | 2 717 | 67,76  |    |  |  |
| Blancs ou nuls                  | Blancs ou nuls        | Blancs ou nuls | 284   | 10,45  |    |  |  |
| Exprimés                        | Exprimés              | Exprimés       | 2 433 | 89,55  |    |  |  |

### Orsay(Essonne)
- Maire sortante : Marie-Hélène Aubry (UDF-PR)
- Maire réélue : Marie-Hélène Aubry (UDF-PR)

- Contexte : Invalidation de l'élection de la maire sortante par le Conseil d'État.

| Tête de liste            | Tête de liste        | Liste            | Premier tour | Premier tour | Second tour | Second tour | Sièges |
| Tête de liste            | Tête de liste        | Liste            | Voix         | %            | Voix        | %           | CM     |
| ------------------------ | -------------------- | ---------------- | ------------ | ------------ | ----------- | ----------- | ------ |
|                          | Marie-Hélène Aubry * | UDF-RPR (Un. d.) | 2 629        | 48,88        | 3 227       | 54,51       | 26     |
|                          | René Hervé           | PS (Un. g.)      | 2 035        | 37,83        | 2 692       | 45,48       | 7      |
|                          | Michel Thomas        | DVG              | 715          | 13,29        | 2 692       | 45,48       | 7      |
|                          |                      |                  |              |              |             |             |        |
| Inscrits                 | Inscrits             | Inscrits         | 10 293       | 100,00       | 10 293      | 100,00      |        |
| Abstentions              | Abstentions          | Abstentions      | 4 788        | 46,52        | 4 232       | 41,12       |        |
| Votants                  | Votants              | Votants          | 5 505        | 53,48        | 6 061       | 58,88       |        |
| Blancs ou nuls           | Blancs ou nuls       | Blancs ou nuls   | 126          | 2,29         | 142         | 2,34        |        |
| Exprimés                 | Exprimés             | Exprimés         | 5 379        | 97,71        | 5 919       | 97,66       |        |
| * Liste du maire sortant |                      |                  |              |              |             |             |        |

### Saint-André(La Réunion)
- Maire sortant : Jean-Paul Virapoullé (UDF-FD)
- Maire réélu : Jean-Paul Virapoullé (UDF-FD)

- Contexte : Annulation du scrutin du 11 juin 1995 par le Conseil d'État.

|                          | Jean-Paul Virapoullé * | UDF-RPR (Un. d.) | 8 348  | 58,88  | 31 |  |  |
|                          | Claude Hoarau          | PCR (Un. g.)     | 5 831  | 41,12  | 8  |  |  |
|                          |                        |                  |        |        |    |  |  |
| Inscrits                 | Inscrits               | Inscrits         | 20 725 | 100,00 |    |  |  |
| Abstentions              | Abstentions            | Abstentions      | 6 149  | 29,67  |    |  |  |
| Votants                  | Votants                | Votants          | 14 576 | 70,33  |    |  |  |
| Blancs ou nuls           | Blancs ou nuls         | Blancs ou nuls   | 397    | 2,72   |    |  |  |
| Exprimés                 | Exprimés               | Exprimés         | 14 179 | 97,28  |    |  |  |
| * Liste du maire sortant |                        |                  |        |        |    |  |  |

### Sète(Hérault)
- Maire sortant : Yves Marchand (UDF-FD)
- Maire élu : François Liberti (PCF)

- Contexte : Annulation du scrutin des 11 et 18 juin 1995 par le tribunal administratif de Montpellier.

| Tête de liste            | Tête de liste    | Liste            | Premier tour | Premier tour | Second tour | Second tour | Sièges |
| Tête de liste            | Tête de liste    | Liste            | Voix         | %            | Voix        | %           | CM     |
| ------------------------ | ---------------- | ---------------- | ------------ | ------------ | ----------- | ----------- | ------ |
|                          | François Liberti | PCF-PS (Un. g.)  | 10 428       | 46,37        | 12 519      | 52,40       | 33     |
|                          | Yves Marchand *  | UDF-RPR (Un. d.) | 9 601        | 42,69        | 11 372      | 47,60       | 10     |
|                          | Myriam Roques    | FN               | 1 907        | 8,48         |             |             |        |
|                          | Francis Cazes    | DIV              | 554          | 2,46         |             |             |        |
|                          |                  |                  |              |              |             |             |        |
| Inscrits                 | Inscrits         | Inscrits         | 30 777       | 100,00       | 30 759      | 100,00      |        |
| Abstentions              | Abstentions      | Abstentions      | 7 712        | 25,06        | 5 946       | 19,33       |        |
| Votants                  | Votants          | Votants          | 23 065       | 74,94        | 24 813      | 80,67       |        |
| Blancs ou nuls           | Blancs ou nuls   | Blancs ou nuls   | 575          | 2,49         | 922         | 3,71        |        |
| Exprimés                 | Exprimés         | Exprimés         | 22 490       | 97,51        | 23 891      | 96,28       |        |
| * Liste du maire sortant |                  |                  |              |              |             |             |        |